# صهيب بن سنان
أَبُو يَحيَى صُهَيبُ بنُ سِنَان بنُ مَالِكِ بنُ عَبدِ عَمرو النَّمِريُّ الرُّومِيّ صحابي ومولى لبني تيم بن مُرّة، وأحد السابقين إلى الإسلام، ومن المستضعفين في مكة الذين عُذّبوا ليتركوا دين الإسلام. ترك صُهيب كل ماله ليهاجر إلى المدينة المنورة ويلحق بالنبي محمد، وقد شارك معه في غزواته كلها. ولما طُعِن عمر بن الخطاب، أمر صُهيب أن يصلي بالمسلمين إلى أن يختار أهل الشورى الخليفة الجديد. ولما قُتل عثمان، اعتزل صهيب الفتنة إلى أن تُوفي في المدينة المنورة في شوال سنة 38 هـ.

## سيرته
وُلد صهيب بن سنان بن مالك بن عبد عمرو في الجزيرة الفراتية بالقرب من نينوى، وهو من بني النمر بن قاسط إحدى قبائل ربيعة بن نزار. كان أبوه أو عمه عاملاً لكسرى على مرفأ الأبلة في العراق، وقد تعرض صهيب للسبي صغيرًا عندما أغار الروم على منازل قومه، وحملوه معهم، فأقام بين الروم فترة، ثم اشتراه رجل من كلب، وباعه في مكة إلى عبد الله بن جدعان التيمي الذي أعتقه، وقيل أن صهيبًا هرب من الروم، فأتى مكة وحالف ابن جدعان. أما أمه فكانت من بني تميم، واسمها سلمى بنت قعيد بن مهيض.
كان صهيب بن سنان صاحباً للنبي محمد ﷺ قبل أن يوحى إليه، ولما دعى النبي محمد إلى الإسلام، أسلم صهيب مع عمار بن ياسر في ساعة واحدة بعد أن دخل النبي محمد دار الأرقم ليدعوا فيها، فكان إسلامهم بعد بضعة وثلاثين رجلاً. وكان من أوائل من أظهروا إسلامهم في مكة، ولما كان صهيب من الموالي، استضعفته قريش فعذّبته، فقال مجاهد بن جبر: «أول من أظهر إسلامه سبعة النبي ﷺ وأبو بكر وبلال وصهيب وخباب وعمار بن ياسر وسمية أم عمار رضي الله عنهم أجمعين، فأما النبي ﷺ فمنعه الله، وأما أبو بكر فمنعه قومه، وأما الآخرون فأُخذوا وأُلبسوا أدراع الحديد، ثم أصهروا في الشمس». فكان يُعذب ليترك دين الإسلام حتى يغيب عن الوعي، ولا يدري ما يقول، وفيه وفي المستضعفين الذين عُذّبوا من المسلمين نزلت آية: ﴿ثُمَّ إِنَّ رَبَّكَ لِلَّذِينَ هَاجَرُوا مِنْ بَعْدِ مَا فُتِنُوا ثُمَّ جَاهَدُوا وَصَبَرُوا إِنَّ رَبَّكَ مِنْ بَعْدِهَا لَغَفُورٌ رَحِيمٌ ۝١١٠﴾ [النحل:110]. كما روى عبد الله بن مسعود أن جماعة من قريش مرت بالنبي محمد، وعنده خباب بن الأرت وصهيب وبلال بن رباح وعمار بن ياسر، فقالوا: «أرضيت بهؤلاء؟!»، فنزلت آيات ﴿وَأَنْذِرْ بِهِ الَّذِينَ يَخَافُونَ أَنْ يُحْشَرُوا إِلَى رَبِّهِمْ لَيْسَ لَهُمْ مِنْ دُونِهِ وَلِيٌّ وَلَا شَفِيعٌ لَعَلَّهُمْ يَتَّقُونَ ۝٥١ وَلَا تَطْرُدِ الَّذِينَ يَدْعُونَ رَبَّهُمْ بِالْغَدَاةِ وَالْعَشِيِّ يُرِيدُونَ وَجْهَهُ مَا عَلَيْكَ مِنْ حِسَابِهِمْ مِنْ شَيْءٍ وَمَا مِنْ حِسَابِكَ عَلَيْهِمْ مِنْ شَيْءٍ فَتَطْرُدَهُمْ فَتَكُونَ مِنَ الظَّالِمِينَ ۝٥٢ وَكَذَلِكَ فَتَنَّا بَعْضَهُمْ بِبَعْضٍ لِيَقُولُوا أَهَؤُلَاءِ مَنَّ اللَّهُ عَلَيْهِمْ مِنْ بَيْنِنَا أَلَيْسَ اللَّهُ بِأَعْلَمَ بِالشَّاكِرِينَ ۝٥٣ وَإِذَا جَاءَكَ الَّذِينَ يُؤْمِنُونَ بِآيَاتِنَا فَقُلْ سَلَامٌ عَلَيْكُمْ كَتَبَ رَبُّكُمْ عَلَى نَفْسِهِ الرَّحْمَةَ أَنَّهُ مَنْ عَمِلَ مِنْكُمْ سُوءًا بِجَهَالَةٍ ثُمَّ تَابَ مِنْ بَعْدِهِ وَأَصْلَحَ فَأَنَّهُ غَفُورٌ رَحِيمٌ ۝٥٤ وَكَذَلِكَ نُفَصِّلُ الْآيَاتِ وَلِتَسْتَبِينَ سَبِيلُ الْمُجْرِمِينَ ۝٥٥ قُلْ إِنِّي نُهِيتُ أَنْ أَعْبُدَ الَّذِينَ تَدْعُونَ مِنْ دُونِ اللَّهِ قُلْ لَا أَتَّبِعُ أَهْوَاءَكُمْ قَدْ ضَلَلْتُ إِذًا وَمَا أَنَا مِنَ الْمُهْتَدِينَ ۝٥٦ قُلْ إِنِّي عَلَى بَيِّنَةٍ مِنْ رَبِّي وَكَذَّبْتُمْ بِهِ مَا عِنْدِي مَا تَسْتَعْجِلُونَ بِهِ إِنِ الْحُكْمُ إِلَّا لِلَّهِ يَقُصُّ الْحَقَّ وَهُوَ خَيْرُ الْفَاصِلِينَ ۝٥٧ قُلْ لَوْ أَنَّ عِنْدِي مَا تَسْتَعْجِلُونَ بِهِ لَقُضِيَ الْأَمْرُ بَيْنِي وَبَيْنَكُمْ وَاللَّهُ أَعْلَمُ بِالظَّالِمِينَ ۝٥٨﴾ [الأنعام:51–58].
ولما أراد صهيبًا الهجرة إلى يثرب، اعترض أناس من أهل مكة، فنثر كنانته، وكان من الرماة المهرة، وخيّرهم بأن يرميهم بسهامه أو أن يدلهم على ماله أين خبأه على أن يتركوه، فتركوه على أن يخلي بينهم وبين ماله. هاجر صهيب مع علي بن أبي طالب، فكانا آخر من هاجر من مكة، وبلغا يثرب في 15 ربيع الأول سنة 1 هـ، والنبي محمد وقتئذ لا زال مقيمًا في قباء. فلما بلغ النبي أمر صهيب وما فعله مع أهل مكة قال: «يا أبا يحيى، ربح البيع، ربح البيع، ربح البيع»، وفي ذلك نزلت آية: ﴿وَمِنَ النَّاسِ مَنْ يَشْرِي نَفْسَهُ ابْتِغَاءَ مَرْضَاةِ اللَّهِ وَاللَّهُ رَءُوفٌ بِالْعِبَادِ ۝٢٠٧﴾ [البقرة:207]. نزل صهيب في يثرب على سعد بن خيثمة، وقد آخى النبي بينه وبين الحارث بن الصمة. وبعد الهجرة، شهد صهيب مع النبي محمد غزواته كلها.
بعد وفاة النبي محمد، أقام صهيب بالمدينة المنورة، وكان محل إجلال بين المسلمين، وقد اختاره عمر بن الخطاب لمّا طُعن ليُصلّي بالمسلمين إلى أن يتفق أهل الشورى على خليفة جديد. ولما قُتل عثمان بن عفان، اختار صهيب أن يعتزل الفتنة التي وقعت بين المسلمين، إلى أن توفي في المدينة المنورة في شوال سنة 38 هـ، على خلاف في مقدار عمره وقت وفاته، فقيل 73 سنة، وقيل 84 سنة. وقيل 70 سنة، وقد دُفن صهيب في البقيع بعد أن صلى عليه سعد بن أبي وقاص. أما صفته، فقد كان صهيب رجلاً أحمر شديد الحمرة، ليس بالطويل ولا بالقصير، وهو إلى القصر أقرب، كثير شعر الرأس، وكان يخضب بالحناء.

## مكانته
روى أنس بن مالك عن النبي محمد قوله: «السّبّاق أربعة: أنا سابق العرب، وصهيب سابق الرّوم، وبلال سابق الحبشة، وسلمان سابق الفرس». وروى يزيد بن صيفي بن صهيب بن سنان عن أبيه عن جده قوله: «قال رسول الله ﷺ: من كان يؤمن بالله واليوم الآخر، فليحب صهيبا حب الوالدة لولدها». وروى أسلم مولى عمر أنه خرج مع عمر بن الخطاب، فدخلا على صهيب في حديقة له، فلما رآه صهيب قال: «يناس يناس»، فقال عمر: «ما له، لا أبا له، يدعو الناس؟»، فنبهه أسلم أنه يدعو غلامًا له اسمه «يحنس»، وإنما قال ذلك لعجمة شديدة في لسانه لنشأته بين الروم، فقال عمر لصهيب: ما فيك شيء أعيبه يا صهيب إلا ثلاث خصال، لولاهن ما قدّمت عليك أحدًا. أراك تنتسب عربيًا ولسانك أعجمي، وتكتني بأبي يحيى اسم نبي، وتبذر مالك»، فقال صهيب: «أما تبذيري مالي فما أنفقه إلا في حقه، وأما اكتنائي بأبي يحيى فإن رسول الله ﷺ كنّاني بأبي يحيى، فلن أتركها، وأما انتمائي إلى العرب، فإن الروم سبتني صغيرًا، فأخذت لسانهم، وأنا رجل من النمر بن قاسط، ولو انفلقت عني روثة لانتميت إليها». وقد وصفه الذهبي في ترجمته له بقوله: «كان فاضلاً وافر الحُرمة، موصوفًا بالكرم، والسماحة».

## روايته للحديث النبوي
- روى عن: النبي محمد[1] وعمر بن الخطاب[10] وعلي بن أبي طالب.[1]
- روى عنه: بنوه حبيب وحمزة وعثمان وصيفي وسعد وعباد وصالح ومحمد بنو صهيب[2] وحفيده زياد بن صيفي[12] وسعيد بن المسيب وكعب الأحبار وعبد الرحمن بن أبي ليلى وابن عمر وجابر بن عبد الله بن عمرو بن حرام وعبيد بن عمير الليثي[2] وإبراهيم بن عبد الرحمن بن عوف وأسلم مولى عمر وسليمان بن أبي عبد الله وشعيب بن عمرو بن سليم الأنصاري وعبد الرحمن بن حاطب بن أبي بلتعة ومجاهد بن شهاب النمري ومصعب بن سعد بن أبي وقاص.[1]
- الجرح والتعديل: أحصى بقي بن مخلد لصهيب في مسنده 30 حديثًا، روى مسلم منها ثلاثة أحاديث،[2] كما روى له الجماعة في كتبهم.[1]